# Elga
Genre
Elga est un genre d'insectes de la famille des Libellulidae appartenant au sous-ordre des Anisoptères dans l'ordre des odonates. Il comprend deux espèces.

## Espèces du genreElga
- Elga leptostyla Ris, 1911
- Elga newtonsantosi Machado, 1992